# Frank P. Flint
Frank P. Flint (North Reading, 1862. július 15. – ?, 1929. február 11. vagy 1929. február 1.) az Amerikai Egyesült Államok szenátora (Kalifornia, 1905–1911).